# Monday Michiru
Monday Mariano (Japans: マンデイ 満ちる, Mandei Michiru), ook wel Michiru Akiyoshi (Japans: 秋吉 満ちる, Akiyoshi Michiru), (Tokio, 19 augustus 1963), is een Japans/Amerikaanse zangeres, songwriter en actrice. Haar muziek omvat een breed scala aan stijlen, zoals jazz, funk, dance, pop en soul. Ze wordt in het begin van de jaren 1990 in Japan beschouwd als een van de pioniers op het gebied van acid jazz, hoewel ze in haar muziek haar eigen stijl heeft ontwikkeld.

## Biografie
Monday werd in Tokio geboren als dochter van jazzpianiste Toshiko Akiyoshi en jazzsaxofonist Charlie Mariano, wiens huwelijk later uit elkaar ging. Ze raakte al op jonge leeftijd geïnteresseerd in muziek. Op 8-jarige leeftijd begon ze moderne dans en ballet te leren en ze speelde acht jaar lang fluit. Tijdens het bijwonen van de Interlochen Arts Academy ontdekte ze haar passie voor zingen. Ze debuteerde als zangeres op 13-jarige leeftijd in een korte sequentie op Toshiko Akiyoshi's album Insights. In 1987 had ze de hoofdrol in de Japanse film Hikaru Onna (in de aftiteling waarvan ze verschijnt als Michiru Akiyoshi). De onbedoelde acteercarrière van Monday nam pas echt een vlucht toen ze de Kinema Jumpō-prijs en de Japanse Academy Award voor beste jonge actrice ontving en ook werd erkend op het Yokohama Film Festival. Door deze successen kreeg ze bekendheid en was ze vaker te zien in commercials en in het algemeen op televisie.
In 1991 legde ze zich weer meer toe op muziek en bracht ze haar debuutalbum Mangetsu uit. Naast haar werk als soloartiest heeft ze ook meegewerkt aan het werk van vele andere muzikanten, waaronder Basement Jaxx, Mondo Grosso en DJ Krush. Haar debuut werd gevolgd door nog twaalf albums, veel compilaties, remixalbums en verschillende singles. Monday was in 2015 gescheiden van haar man, jazztrompettist Alex Sipiagin en woont momenteel met haar zoon Nikita in de buurt van New York.

## Discografie

### Albums
- 1991: Mangetsu
- 1994: Maiden Japan
- 1994: Groovement
- 1995: Adoption Agency
- 1995: Jazz Brat
- 1996: Delicious Poison
- 1997: Look Into the Past (To See the Future)
- 1998: Mermaid [mini-Album]
- 1998: Double Image
- 1999: Optimista
- 2002: Episodes In Color
- 2002: Look Into the Past (To See the Future) Part 2
- 2000: 4 Seasons
- 2003: moods
- 2005: Routes
- 2007: Alternate Routes

### Compilaties en remix-albums
- 2001: Selections 1997-2000
- 2001: Recollections 1997-2000

### Ep's
- 1992: Naked With You
- 1995: Sunshine After the Rain
- 1995: Broken Tears
- 1998: You Make Me
- 1999: Yellow Bird
- 1999: Premiumix
- 1999: Play It By Ear
- 1999: Tomorrow's Sunrise
- 2000: New Beginnings
- 2000: Chasing After the Sun
- 2000: Fallin
- 2000: Introspection
- 2004: Naked Breath

### Singles
- 1999: Higher

- Gemeinsame Normdatei: 134986636
- International Standard Name Identifier: 0000 0000 5571 4431
- Library of Congress Control Number: n2004077546
- MusicBrainz: 08328961-d636-4696-8bfe-ecc4a00b8e75
- Virtual International Authority File: 79896187
- WorldCat: E39PBJwhDryQBBdBjcyCgHHDMP